# Худун (сайт)
Худун (кит. упр. 互动百科, пиньинь Hùdòng bǎikē, палл. Худун байкэ, буквально: «интерактивная энциклопедия») — крупнейший в мире энциклопедический сайт. Работает на китайском языке, основан 19 июня 2005 года доктором наук Пань Хайдуном. По-английски ранее называлась Hudong или Hoodong, с декабря 2012 года носит англоязычное название Baike.com.

## Статистика роста
- Декабрь 2007 года — 1,5 млн статей, 250 000 участников[3].
- Январь 2009 года — 2,9 млн статей, 700 000 участников[4].
- Начало 2010 года — 4 млн статей, 3,37 млрд знаков.
- Февраль 2011 года — 5 млн статей, 5,22 млрд знаков, более 3 млн участников.
- Февраль 2012 года — 6 млн статей[5]
- Апрель 2013 года — 7,5 млн статей (больше, чем английская, голландская и немецкая Википедии, вместе взятые).
- Январь 2015 года — 11,4 млн статей, 8,6 млн участников.
- Январь 2017 года — 15,8 млн статей, 11,6 млн участников.

## История
Hudong разработала свою собственную программную вики-платформу HDWiki, конкурирующую с платформой MediaWiki, используемой в Википедии. Первая версия была выпущена в ноябре 2006 года, а к ноябрю 2007 стала широко распространяться третья более стабильная и функциональная версия платформы.
7 января 2009 года Hudong стал самым большим вики-сайтом в Китае и самой большой онлайн-энциклопедией на китайском языке.
В начале 2010 года по числу статей Худун обогнал английскую Википедию, и владельцы энциклопедии полагали, что через 3 года число статей в ней удвоится (фактически, за 3 следующих года число статей выросло в 1,8 раза).